# 다툼금지조항
다툼금지조항(no-contest clause 혹은 in terrorem clause)은 상속인이 유언장의 내용을 법적으로 다툴 경우 상속인의 지위를 박탈하는 조항을 말한다.

## 캘리포니아
캘리포니아에서 유언에 다툼금지조항을 넣는 것은 유효하다.